# Ankyropetalum
- Commons
- Wikispecies

Ankyropetalum Fenzl  é um género botânico pertencente à família Caryophyllaceae.

## Espécies
Apresenta quatro espécies:
- Ankyropetalum arsusianum Kotschy
- Ankyropetalum coelesyriacum Boiss.
- Ankyropetalum gypsophiloides Fenzl
- Ankyropetalum reuteri Boiss. & Hausskn.